# Hermann Löhr
Hermann Frederic Löhr (soms ook: Lohr) (Plymouth, 26 oktober 1871 – Tunbridge Wells, 6 december 1943) is een Brits componist, pianist en altviolist. Hij was een zoon van Frederic Nicholls Löhr en Florence Löhr.

## Levensloop
Löhr studeerde aan de Royal Academy of Music in Londen bij Walter Macfarren (piano), Frederick Corder (harmonie en contrapunt) en Frank Arnold (altviool). In 1893 ontving hij aldaar de Charles Lucas Prize.
Löhr schreef als componist naast werken voor orkest en harmonieorkest een groot aantal liederen en ballades. De catalogus van de British Broadcasting Corporation (BBC) bevat 116 liederen. Sommigen van hen zijn gegroepeerd in kleine bundels bijvoorbeeld (6) Russian Love Songs (Russische liefdesliederen), (4) Songs of Italy (Liederen uit Italië) en (3) Songs of Roumania (Liederen uit Roemenië). 58 werken van hem werden tot nu tijdens de Londense Proms concerten uitgevoerd. Hij is verder componist van muziek voor 2 toneelstukken, Sarenna en Our little Cinderella (Onze kleine Assepoester). Voor orkest schreef hij vooral suites.

## Composities

### Werken voor orkest
- 1911 Little grey home in the West, voor kornet en orkest - bewerkt door H.M. Higgs
- 1917 Anthony in wonderland, voor orkest
- 1917 Dream music from "Anthony in Wonderland"
- 1929 Fleeting Fancies, suite voor orkest
  1. Serenade
  2. Chansonnette
  3. Valsette
- 1927 Four Cinderella dances, suite uit de toneelmuziek
  1. Fairy dance
  2. Stately dance - minuet
  3. Little waltz
  4. Country dance
- 1929 Stars of the East, suite
  1. Chant at sunset
  2. Song of the dancer
  3. Song of birds
  4. Eastern night-song
- 1928 Moonshine - I lost my heart to you, wals voor zangstem en orkest - tekst: Percy Greenbank
- 1932 Musical Travelogue - in the homeland, suite
  1. The departure
  2. Country scenes
  3. City sights
  4. Home again
- 1936 Pastorale, voor orkest
- Jackanapes, menuet
- Lady Mine, interludium
- Leonore, wals-intermezzo
- Merry Thoughts
- The Open Road, suite
- Ship Ahoy, suite
- Sign-Posts, suite
- Valse on melodies from "Our little Cinderella"
- West Countree, suite
- West Country Dances

### Werken voor harmonieorkest of brassband
- 1909 Where my caravan has rested, voor kornet en harmonieorkest
- 1911 Little grey home in the West, voor kornet en harmonieorkest
- 1912 Rose of my heart, voor zangstem en harmonieorkest - bewerkt door B. Vereecken
- 1912 There is a Hill by the Sea
- 1914 Selection on popular songs, voor harmonieorkest - bewerkt door Dan Godfrey
- 1919 The road of looking forward
- 1922 Whatever is, is best
- 1936 Melodie d'amour, intermezzo voor brassband - bewerkt door Denis Wright
- 1937 Jackanapes, menuet voor brassband - bewerkt door Denis Wright
- Blessed Land, voor brassband - bewerkt door Lloyd Scott
- I Dream of a Garden of Sunshine
- What a wonderful world it would be

### Muziektheater

#### Toneelmuziek
- 1907 Sarenna - an episode at the cross roads, lyrisch drama in 1 akte - tekst: Avon Marsh
- 1911 Our little Cinderella, blijspel met muziek in 3 bedrijven - tekst: Leo Trevor en Arthur Wimperis

### Vocale muziek

#### Werken voor koor
- Petite maison grise (Little grey home in the West), voor gemengd koor en piano - tekst: D. Eardley-Wilmot; Franse vertaling: Pierre d'Amor

#### Liederen
- 1897 Cobblers' song from Locrine, voor zangstem en piano - tekst: William Shakespeare
- 1900 Two little Irish songs, voor middenstem en piano
  1. To my first love - tekst: Edwin Hamilton
  2. You'd better ask me - tekst: Samuel Lover
- 1901 2 Liederen, voor zangstem en piano 
  1. An episode - tekst: Ashby Sterry
  2. If all the young maidens - tekst: Samuel Lover
- 1901 Garland of song, voor zangstem en piano - tekst: Harold Boulton
- 1902 I wish I were a tiny bird, duet voor 2 mannenstemmen en piano - tekst: Charles Kingsley
- 1902 So fair a flower, voor zangstem en piano - tekst: E. Nesbit
- 1903 A song of Surrey, voor bariton en piano
- 1903 Bumbledum day, voor bariton en piano
- 1903 Four Irish lyrics, voor zangstem en orkest
  1. For the green
  2. An Irish courtship
  3. I'm not myself at all
  4. Ireland, Ireland
- 1903 In the Heather, my lads, voor bariton en piano
- 1903 Nelson's gone a-sailing (1805), voor zangstem en piano - tekst: Avon Marsh
- 1903 Oh! To forget, voor bariton en piano
- 1903 The little Galway cloak, voor bariton en piano
- 1903 The little Irish girl, voor zangstem en piano - tekst: Edward Teschemacher
- 1903 When a mounting skylark sings, voor bariton en piano
- 1904 The Little Sunbonnet, liederencyclus voor vier solozangers en piano - tekst: Edward Teschemacher en Arthur Cleveland
  1. The little sunbonnet : kwartet
  2. Little print bonnet : soprano solo
  3. Where the violets grow : duet, contra-alt en tenor
  4. Little Molly Mary : bariton solo
  5. A lady came to our town : kwartet
  6. Somewhere-Town : tenor solo en kwartet
  7. The rose and the nightingale : duet, sopraan en bariton
  8. If I had a dolly : contra-alt solo
  9. So glad of heart : kwartet
- 1905 A chain of roses, voor zangstem en piano - tekst: Edward Teschemacher
- 1905 For lack and love of you, voor zangstem en piano - tekst: Richard Le Gallienne
- 1906 Songs of the Norseland, liederencyclus voor zangstem en piano - tekst: Edward Teschemacher
  1. My ships that went a-sailing
  2. Love is an ocean
  3. You loved the time of violets
  4. Time was I roved the mountains
  5. Eyes that used to gaze in mine
  6. Youth has a happy tread
- 1907 Golden dawn, voor zangstem en piano - tekst: Sir Harold Boulton
- 1907 Messmates, voor zangstem en piano - tekst: Sir Henry John Newbolt
- 1908 Four years old, voor zangstem en piano - tekst: Katharine Tynan
- 1908 Songs in exile, voor hoge stem en piano - tekst: Arthur Stringer
- 1908 The day is done, voor 2 vrouwenstemmen en orgel - tekst: Henry Wadsworth Longfellow
- 1909 Dumbledum day, voor zangstem en piano - tekst: Frederic Edward Weatherly
- 1909 One day, voor zangstem en piano - tekst: Christina Georgina Rossetti
- 1909 Romany Songs, voor zangstem en piano - tekst: Edward Teschemacher en Arthur Cleveland
  1. The wind on the heath
  2. Miri Dye (Mother mine)
  3. Where my caravan has rested
  4. The magpie is a gypsy bird
- 1909 Should one of us remember, voor zangstem en piano - tekst: Christina Georgina Rossetti
- 1909 Unmindful of the roses, voor zangstem en piano - tekst: Christina Georgina Rossetti
- 1910 It is not because your heart is mine, voor zangstem en piano - tekst: Adelaide Anne Proctor
- 1910 The ringers, voor zangstem en piano - tekst: Frederic Edward Weatherly
- 1910 Westward by the Devon seas, voor zangstem en piano - tekst: Frederic Edward Weatherly
- 1911 Crossing the bar, duet voor contra-alt, bariton en orgel - tekst: Alfred Lord Tennyson
- 1911 Little grey home in the West, voor zangstem (sopraan of tenor) en orkest (of piano)[2] - ook in een versie voor sopraan, cello en orkest - tekst: D. Eardley-Wilmot
- 1911 Songs of Roumania, voor middenstem en piano - tekst: Edward Teschemacher
  1. The Roumanian mountains
  2. Life has sent me many roses
  3. Roumanian night song
- 1911 Two songs of Summer, voor zangstem en piano 
  1. Summer in the country - tekst: Gunby Hadath
  2. If I were a swallow - tekst: Edward Teschemacher
- 1912 It was a song you sang me, voor zangstem en piano - tekst: Marshall Roberts
- 1912 Micky's advice, voor zangstem en piano - tekst: Frederic Edward Weatherly
- 1912 Rose of my heart, voor tenor en orkest - tekst: D. Eardley-Wilmot
- 1912 Sweet, thou hast trod on a heart!, voor zangstem en piano - tekst: Elizabeth Barrett Browning
- 1912 There's a hill by the sea, voor bariton en piano
- 1913 Songs of the southern isles, voor middenstem en piano - tekst: Edward Teschemacher
  1. Star of the south
  2. I dream of a garden of sunshine
  3. Cyprian night song
  4. When spring comes to the islands
- 1914 Four Indian songs, voor zangstem en piano - tekst: Laurence Hope "The garden of Kama"
  1. Starlight
  2. In the hush before the dawn
  3. This passion is but an ember
  4. On the city wall
- 1915 Flow'r of Brittany, voor hoge zangstem en piano - tekst: D. Eardley-Wilmot
- 1915 Four leaf-land lyrics, voor zangstem en piano - tekst: William Akerman
  1. Glory of the young green
  2. Love song
  3. Sunshine and cloud
  4. Sunrise
- 1915 Kitchener's boys, voor zangstem en piano - tekst: Jessie Pope
- 1916 Village band, voor zangstem en piano - tekst: Frederic Edward Weatherly
- 1916 White horses, voor zangstem en piano - tekst: E.W. Delacour
- 1917 Any place is heaven if you are near me, voor zangstem en orkest (of piano) - tekst: Edward Lockton
- 1917 If love had wings, voor zangstem en piano - tekst: Frederic Edward Weatherly
- 1917 Over the hills of heart's content, voor zangstem en orkest - tekst: Percy Greenbank
- 1917 Two sonnets, voor zangstem en piano - tekst: Alice Christina Meynell
  1. Renouncement
  2. My heart shall be thy garden
- 1919 (4) Songs of Italy, voor middenstem en piano - tekst: Edward Lockton
  1. Italian boat song
  2. The hills at Asolo
  3. Golden stars that shone in Lombardy
  4. Festal song
- 1919 The road of looking forward, voor zangstem en piano - tekst: D. Eardley-Wilmot
- 1919 Three little Spanish songs, voor zangstem en orkest - tekst: Comfort Parry
  1. My love, the swallow
  2. Lola - habanera
  3. Ah! though the silver moon were mine
- 1920 Darling, voor zangstem en piano - tekst: Bernard Green
- 1920 Little corner of your heart, voor zangstem en piano - tekst: May Orton
- 1920 The portals of the forest, voor zangstem en piano - tekst: D. Eardley-Wilmot
- 1921 Roadways, voor middenstem en piano - tekst: John Masefield
- 1921 Russian love songs, voor hoge zangstem en piano - tekst: Katerina Bogosoff
- 1921 Throb of the passionate day - an eastern song, voor zangstem en piano - tekst: Dana Tempets
- 1922 An English hearth is home, voor zangstem en piano - tekst: Dana Tempets
- 1922 Beauty, voor zangstem en piano - tekst: John Masefield "Ballads and Poems"
- 1922 So little time, voor zangstem en piano - tekst: D. Eardley-Wilmot
- 1922 Whatever is - is best, voor zangstem en piano - tekst: Ella Wheeler Wilcox "Poems of Pleasure"
- 1923 A Ballad of Cape St. Vincent, voor zangstem en piano - tekst: John Masefield "Salt Water Ballads" - première: 18 augustus 1923 in Queen's Hall tijdens het Proms concert in Londen[3]
- 1923 The cobbler, voor zangstem en piano - tekst: Dana Tempets
- 1923 What a wonderful world it would be, voor tenor en orkest - tekst: D. Eardley-Wilmot
- 1924 The drums of life, voor zangstem en piano - tekst: Dana Tempets
- 1924 The ribbon song, voor zangstem en piano - tekst: Harry Graham
- 1925 It's a year almost, voor zangstem en piano - tekst: Christina Georgina Rossetti
- 1925 Summer, voor hoge zangstem en piano - tekst: Christina Georgina Rossetti
- 1926 A little love nest just for two!, voor zangstem en piano - tekst: Edna Eileen Archer
- 1926 Give, voor zangstem en piano - tekst: Isabel C. Clarke
- 1926 Home isn't home without you, voor zangstem en piano - tekst: Bernard Green
- 1926 The hills of heaven, voor zangstem en piano - tekst: A. L. Godfrey
- 1927 Camel bells, voor zangstem en piano - tekst: Katerina Bogosoff
- 1928 Flow'r of the desert - an Arab love song, voor zangstem en piano - tekst: Katerina Bogosoff
- 1928 Nile waters, duet voor 2 hoge stemmen en piano - tekst: Katerina Bogosoff
- 1929 Daddy man, voor zangstem en piano - tekst: Gilbert J. Thomas
- 1929 Fairy lights, voor zangstem en piano - tekst: Juliette Castellan
- 1930 When London was a market town, voor zangstem en piano - tekst: Almey St. John Adcock
- 1931 God put a rose in my garden, voor zangstem en piano - tekst: J. Will Callahan
- 1931 It's going to be all right, voor zangstem en piano - tekst: Edith Eatherley
- 1932 The little green doorway, voor zangstem en piano - tekst: Louise McDermaid
- 1942 Airly beacon, voor zangstem en orkest - tekst: Charles Kingsley
- 1943 Chorus, gentlemen!, duet for tenor, bariton en piano - tekst: Mark Ambient
- Alone, voor zangstem en piano
- Any place is heaven if you are near me, voor zangstem en orkest
- Crossing the Bar, voor 2 zangstemmen en orgel - tekst: Lord Alfred Tennyson
- Lady mine, voor zangstem en piano
- Lanagan's log, voor zangstem en piano
- Pagan, voor zangstem en piano
- So fair a flower, voor zangstem en piano
- The little girl next door, voor zangstem en piano
- The magpie is a gipsy bird, voor hoge zangstem en piano
- Thou shalt break them, voor zangstem en piano
- Till the sands of the desert, voor zangstem en piano
- World that once was a garden, voor zangstem en piano

### Kamermuziek
- 1928 Autumn gold, intermezzo voor cello en piano

### Werken voor piano
- 1927 Four Cinderella dances